# Yekaterina Gruzia Reineke
Yekaterina Gruzia Reineke de Czerniakowska (translitera al ruso: Екатерина Грузия Рейнеке, también conocida como Yekaterina Gueórguievna Reineke de Czerniakowska; 1892-1942) fue una botánica rusa

## Algunas publicaciones
- 1928. Zametka ob Ophrys apifera Huds

- 1924. Новый вид орхидеи из Персии (Novyj vid orchidei iz Persii) (Una nueva especie de orquídeas de Persia)

- 1923. Fragmenta florae Transcaspicae II. De generis Ophrydis species nov ex turkestania. Notulae Systematicae ex Herbario Horti Botanici Petropolitani USSR (also Botanicheskie materialy Gerbariya Glavnogo Botanicheskogo Sada R.S.F.S.R. ) Vol.4, p.1 - 4

- 1935. Черняковская Е. Г. Род 260. Безвременник, Осенник — Colchicum L. // Флора СССР : в 30 т. / гл. ред. В. Л. Комаров. — Л. : Изд-во АН СССР, 1935. — Т. 4 / ред. тома В. Л. Комаров. — С. 23—30. — 760, XXX с. — 5175 экз.

- La abreviatura «Czerniak.» se emplea para indicar a Yekaterina Gruzia Reineke como autoridad en la descripción y clasificación científica de los vegetales.[2]